# Tomáš Svoboda
Tomáš Svoboda es un deportista checo que compite en acuatlón. Ganó dos medallas en el Campeonato Europeo de Acuatlón, oro en 2015 y plata en 2018.

## Palmarés internacional
| Campeonato Europeo | Campeonato Europeo | Campeonato Europeo | Campeonato Europeo |
| Año                | Lugar              | Medalla            | Prueba             |
| ------------------ | ------------------ | ------------------ | ------------------ |
| 2015               | Colonia (Alemania) | Medalla de oro     | Individual         |
| 2018               | Ibiza (España)     | Medalla de plata   | Individual         |